# San José, Santa María
San José är en ort i Argentina.   Den ligger i provinsen Catamarca, i den norra delen av landet, 1 100 km nordväst om huvudstaden Buenos Aires. San José ligger 1 944 meter över havet och antalet invånare är 2 845.
Terrängen runt San José är varierad. San José ligger nere i en dal som går i nord-sydlig riktning. Runt San José är det mycket glesbefolkat, med 4 invånare per kvadratkilometer.. San José är det största samhället i trakten.
Omgivningarna runt San José är i huvudsak ett öppet busklandskap.